# Trattato di Compiègne (1756)
Con la firma del trattato di Compiègne del 16 agosto 1756, su richiesta della Repubblica di Genova, la Francia si impegna a occupare, fino al 1759, le città di Ajaccio, Saint-Florent e Calvi. L'obiettivo dei genovesi è quello di rovesciare la Repubblica di Corsica di Pasquale Paoli, mentre quello della Francia è di prendere il controllo e il possesso della Corsica per contrastare l'influenza britannica nel Mar Mediterraneo.